# فردریک توانسند وارد
فردریک توانسند وارد (انگلیسی: Frederick Townsend Ward؛ ۲۹ نوامبر ۱۸۳۱ – ۲۲ سپتامبر ۱۸۶۲) فرد نظامی اهل ایالات متحده آمریکا بود.